# Cyclosa argentata
Cyclosa argentata là một loài nhện trong họ Araneidae.
Loài này thuộc chi Cyclosa. Cyclosa argentata được miêu tả năm 1993 bởi Tanikawa & Ono.